# E-SENS
e-SENS (Electronic Simple European Networked Services) je rozsáhlý pilotní projekt (LSP), který ztělesňuje představu o vývoji evropského digitálního trhu prostřednictvím inovativních ICT řešení. Projekt je spolufinancován z programu pro inovace (CIP ICT-PSP), který se zaměřuje na podporu inovací a konkurenceschopnosti prostřednictvím širšího zavádění a co nejlepšího využití informačních a komunikačních technologií (ICT) občany, vládami a podniky za účelem zvýšení konkurenceschopnosti. Projekt konsoliduje, zlepšuje, a rozšiřuje technická řešení na podporu elektronické interakce s orgány veřejné správy v celé EU.
Projekt byl zahájen 1. dubna 2013 a jeho ukončení bylo původně plánováno na 31. března 2016. Na základě rozhodnutí Evropské komise došlo k prodloužení projektu o 12 měsíců do 31. března 2017. Konsorcium se skládá z více než 100 subjektů zastupujících veřejné orgány, podniky a akademickou obci z České republiky, Dánska, Estonska, Francie, Itálie, Irska, Lucemburska, Německa, Nizozemska, Norska, Polska, Portugalska, Rakouska, Rumunska, Řecka, Slovenska, Slovinska, Španělska, Švédska a Turecka, OpenPEPPOL a ETSI. Koordinátorem projektu je Ministerstvo spravedlnosti Severního Porýní-Vestfálska v Německu. 

## Cíle
e-SENS si klade za cíl zjednodušit přeshraniční digitální veřejné služby v Evropě prostřednictvím rozvoje generických a opětovně použitelných technických komponent (stavebních bloků) pro bezproblémovou elektronickou komunikaci. Projekt usiluje o podporu interoperability mezi veřejnými službami v Evropě na základě existujících řešení. e-SENS umožní zlepšit přeshraniční procesy v rámci EU tím, že usnadní společnostem založit své podnikání v elektronické podobě; umožní elektronické postupy zadávání veřejných zakázek pro podniky; vytvoří bezproblémový přístup do právních systémů v EU a usnadní používání služby zdravotní péče v zahraničí v případech nouze. e-SENS integruje výstupy z předchozích rozsáhlých projektů (LSP) v oblasti e-ID (STORK), elektronického zdravotnictví (epSOS), elektronické justice (e-CODEX), elektronického zadávání veřejných zakázek (PEPPOL) a e-Business (SPOCS).
e-SENS podporuje provádění evropských politik - zejména Digitální agendu pro Evropu - a řadu směrnic a nařízení souvisejících s politikami jednotného digitálního trhu.

## Hlavní oblasti
Úkolem e-SENS je dát k dispozici komplexní sadu stavebních bloků pro udržitelné evropské infrastruktury mezisektorových služeb. Specifikace, které jsou vyvíjeny, přispějí k zavedení Evropského rámce interoperability pro základní přeshraniční veřejné služby v Evropě.
Technická řešení projektu e-SENS jsou složena z následujících kompetenčních uskupení: e-Delivery, e-Dokumenty, e-Identita a elektronický podpis. Tyto základní stavební kameny jsou určeny pro univerzální použití v různých oblastech e-Governmentu.

### e-Delivery
Cílem e-SENS stavebního bloku "e-Delivery" je vytvořit společnou infrastrukturu vyhovující požadavkům přeshraniční komunikace mezi e-Government aplikacemi v různých oblastech. e-Delivery je založeno na konceptu čtyř vrstvého modelu, kde koncové entity si vyměňují zprávy prostřednictvím zprostředkovatele brány. Tato společná dopravní infrastruktura využívá práci předešlých LSP a kombinuje jejich výsledky v modulárním přístupu. Cílem je, aby infrastruktury použité v jiných LSP konvergovaly v průběhu času k tomuto společnému standardu.
Společná e-Delivery infrastruktura nenahrazuje stávající infrastruktury, ale místo toho se zaměřuje na transparentní propojení stávajících elektronických doručovacích komunit. Komunity zřízené členskými státy pro všeobecné použití e-Governmentu, sektorově orientované komunity, jako je elektronické zadávání veřejných zakázek, elektronické zdravotnictví a elektronická justice.

### e-Dokumenty
Stavební blok e-Dokumenty je součástí kontejneru, který lze použít ke sbalení materiálů nebo dokumentů pro e-Delivery. To podporuje různé typy elektronických dokumentů: strukturované, nestrukturované, obrázky, binární sekvence a další.
Přístup e-SENS e-Dokumentů je založen na výsledcích předchozích projektů LSP a zahrnuje již existující moduly. Stavební blok e-Dokumenty není určen k tomu, aby nahradil stávající řešení pro kontejnery e-Dokumentů, ale aby vytvořil možnost konsolidovaného řešení napříč sektory. Ve čtyř úrovňovém modelu (four-corner) přijatém v rámci e-SENS projektu, e-Dokumenty poskytují standard pouze pro komunikační cesty mezi branam - přesto tento stavební blok může podporovat výměnu dat mezi branami a subjekty, je-li to požadováno členským státem.
U konsolidované složky e-Dokument se očekává, že bude řešit řadu různých cílů, jako je podpora pro více užitečné zatížení, elektronické podpisy přiřazené k užitečným zatížením, e-Delivery směrování informací a metadata popisující užitečná zařízení.

### e-Identita
Cílem e-SENS stavebního bloku e-Identita (e-ID) je vytvořit uznání hranic a elektronické identifikační ověření, které splňují požadavky stanovené pro e-Government aplikace v různých doménách. e-SENS tak umožní podnikům, občanům a státním zaměstnancům používat v současné době rozšířené (národní) identity v přeshraničních veřejných a soukromých službách. Řešení zahrnuje know-how získané v rámci projektu STORK, který byl vyvinut s cílem poskytovat infrastrukturu pro přeshraniční používání vládních elektronických identit a výměnu atributů, včetně role a mandátů podle potřeby různých on-line služeb.
Stavební blok e-ID realizovaný v rámci e-SENS vyvíjí integrovaný rámec pro zpracování e-ID tím, že těží ze zkušeností získaných v této oblasti od tvůrců jiných LSP. V rámci eID je též řešeno několik dalších témat, které byly mimo působnost předchozích projektů a jsou řešeny v e-SENS -např. možnost použití samosprávných na uživatele zaměřených on-line identit (založených na cloudu ID nebo jiných typů spotřebitelského ID), které by mohly být v rámci veřejných služeb zkoumány.

### Elektronický podpis
Práce v oblasti elektronického podpisu má za cíl zavedení přeshraničních interoperabilních komponent pro bezpečné ověřování infrastruktury v různých doménách. Stavební blok elektronického podpisu a jeho součásti dodržují právní rámec a rámec interoperability (právní předpisy EU pro elektronický podpis a rámec normy EU pro elektronický podpis) a dokazují, že skutečná interoperabilita je možná. Architektura ICT proto zahrnuje rámec normy EU pro elektronický podpis, jak je upraven ve specifikaci. E-SENS elektronický podpis je založen na Nařízení č. 910/2014 o elektronické identifikaci a službách vytvářejících důvěru pro elektronické transakce na vnitřním trhu (eIDAS), které bude také podporovat.

## Skutečné testování technických částí
Cílem testování v reálném životě (pilotáže) je prokázat, že nasazení ICT přeshraničních služeb v reálném životě mezi jednotlivými zeměmi v Evropě je proveditelné.
Vyvinuté stavební bloky jsou implementovány ve výrobních pilotních prostředích, kde mohou probíhat skutečné transakce mezi orgány veřejné správy, nebo mezi nimi a evropskými občany a podniky na základě technologických stavebních kamenů. e-SENS pilotáž ukazuje, že bezproblémová elektronická komunikace s veřejnou správou je možná v rámci EU. Aktuální transakce mezi podniky/občany a veřejnou správou bude na základě obecných stavebních bloků k dispozici v následujících oblastech:

### e-Procurement (Elektronické zadávání veřejných zakázek)
Cílem e-SENS v oblasti e-Procurementu je, aby se přeshraniční elektronické zadávání veřejných zakázek posunulo na vyšší úroveň, aby podporovalo zavádění nových Směrnic o veřejných zakázkách (2014/2/EU, 2014/25/EU) a pokračovala standardizace procesů zadávání veřejných zakázek. To zahrnuje potřebu rozvíjet specifikace a služby pro proces vedoucí k zadání veřejné zakázky (předzadání výběrových řízení), stejně tak pokračující úsilí o zefektivnění procesů pro objednávání a fakturaci (zadávání veřejných zakázek po ocenění).

### e-Health (Elektronické zdravotnictví)
Cílem e-SENS v doméně elektronického zdravotnictví je usnadnit přeshraniční přístup ke zdravotnickým službám v rámci EU.
Oblast přeshraniční zdravotní služby je nyní z velké části řízena Směrnicí 2011/24/EU o uplatňování práv pacientů v přeshraniční zdravotní péči, která poskytuje celkový právní rámec pro pilotáž elektronického zdravotnictví v rámci projektu e-SENS (jakož i Nařízení č 883/2004 a Nařízení 987/2009). Případy použití pilotáže umožní v reálném čase ověření pojištění (elektronické potvrzení), přístup k záznamům pacientů od profesionálů péče o zdraví a schopnost získat léky předepsané v domovské zemi pacienta (elektronický lékařský předpis).

### Služby pro podnikatele
Cílem e-SENS v oblasti služeb pro podnikatele je umožnit bezproblémové přeshraniční procesy a postupy mezi orgány veřejné správy a podniky, které mají být provedeny on-line. To znamená potřebu rozvíjet a vyvíjet specifikace a služby pro přeshraniční nebo vnitrostátní procesy související s registrací podnikání v jiném členském státě nebo v přidružené zemi, stejně tak pokračující úsilí o zefektivnění procesů pro registraci podnikatelské činnosti. Práce vykonaná v rámci služeb pro podnikatele bude podporovat též další vývoj Směrnice o službách (2006/123/ES) a usnadní zavedení ustanovení Směrnice týkající se propojení ústředních, obchodních a podnikových rejstříků (2012/17/EU).

### Elektronická justice
Cílem e-SENS v oblasti elektronické justice je zjednodušit přístup k přeshraničním právním postupům a právním prostředkům pro občany a podniky. Elektronická justice je specifická nezávislá oblast v rámci e-Governmentu, ale není omezena pouze na jednu konkrétní oblast práva. Elektronická justice je viděna jako horizontální téma zahrnující všechny oblasti práva, které mají přeshraniční rozměr, včetně mnoha oblastí občanského a trestního práva. Případy použití pilotáže e-SENS se vztahují k manželské a rodičovské zodpovědnosti (v souladu s Nařízením 2201/2003) a k Evropskému příkazu zachování účtů (podle Nařízení 655/2014).

## Zajištění trvalé udržitelnosti
Výstupy projektu e-SENS jsou v centru budoucí platformy základních služeb pro přeshraniční poskytování služeb elektronické správy plánovaných v rámci infrastruktury digitálních služeb definované v Nařízení pro propojení Evropy (CEF – Connecting Europe Facility).